# Sacrilege (groupe)
Pour l’article ayant un titre homophone, voir Sacrilège.
Sacrilege est un groupe de death metal mélodique, originaire de la ville de Göteborg, en Suède. Il fut formé en 1993, se sépara en 1999, puis se reforme de nouveau en 2006, avec l'ajout des lettres GBG à la fin de leur nom.

## Biographie
Sacrilege est formé en 1993 par le chanteur et batteur Daniel Svensson et le guitariste Daniel Dinsdale, à Göteborg,. Le groupe réalise deux démos qu'il distribue à quelques labels indépendants, avant de signer au label Black Sun Records. Ils recrutent alors le bassiste Christian Frisk et le chanteur Michael Andersson pour enregistrer leur premier album studio, intitulé Lost in the Beauty You Slay au Studio Fredman. Andersson quitte peu après la formation, et est remplacé par Richard Bergholtz comme second guitariste. Daniel Kvist jouera de la basse sur leur deuxième album studio, The Fifth Season. 
Sacrilege se lance ensuite dans une tournée européenne avec Crown, dont le futur chanteur, Tomas Lindberg (ex-At the Gates), les aidera sur scène. Peu après leur retour chez eux, cependant, Daniel Svensson se voit offrir un contrat comme batteur dans le groupe In Flames, mettant ainsi fin à l'existence de Sacrilege. 
En 2006, le groupe se reforme avec le line-up original sous le nom Sacrilege GBG. Un nouvel album est annoncé en préparation, mais il ne sera jamais publié. Le groupe se sépare de nouveau en 2007.

## Membres

### Derniers membres
- Daniel Svensson - chant, batterie (1993-1998, 2006-2007)
- Daniel Dinsdale - guitare (1993-1998, 2006-2007)
- Richard Bergholtz - guitare (1996-1998, 2006-2007)
- Daniel Kvist - basse (1996-1998, 2006-2007)

### Anciens membres
- Michael Andersson - chant (1995-1996)
- Christian Frisk - basse (1995-1996)
- Christer Aldeby - guitare

## Discographie
- 1996 : Lost in Beauty You Slay
- 1997 : The Fifth Season